# Palm Harbor
Palm Harbor is een plaats (census-designated place) in de Amerikaanse staat Florida, en valt bestuurlijk gezien onder Pinellas County.

## Demografie
Bij de volkstelling in 2000 werd het aantal inwoners vastgesteld op 59.248.

## Geografie
Volgens het United States Census Bureau beslaat de plaats een oppervlakte van
68,9 km², waarvan 46,4 km² land en 22,5 km² water.

## Plaatsen in de nabije omgeving
De onderstaande figuur toont nabijgelegen plaatsen in een straal van 16 km rond Palm Harbor.